# Elyhordeum
Elyhordeum és un gènere híbrid (Elymus × Hordeum) de plantes de la família de les poàcies, ordre de les poals, subclasse de les commelínides, classe de les liliòpsides, divisió dels magnoliofitins.

## Taxonomia
(vegeu-ne una relació a Wikispecies)

## Sinònim
Elymordeum (híbrid) Lepage.